# تشكيل هاتروريم

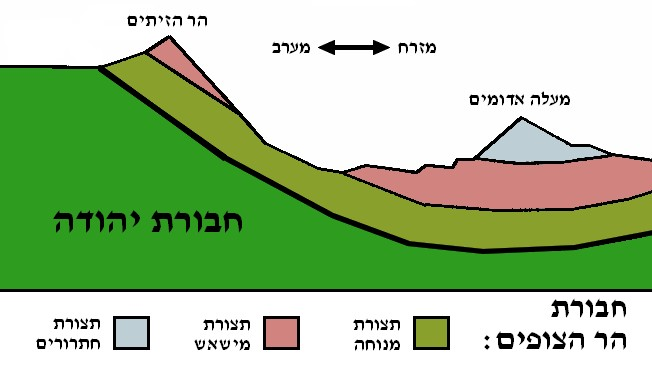
موقع تشكيل هاتروريم (بالعبرية)

تشكيل هاتروريم أو منطقة مرقش هو تشكيل جيولوجي مع النتوءات في جميع أنحاء حوض البحر الميت: في صحراء النقب في إسرائيل، في الصحراء اليهودية على الضفة الغربية، وفي غرب الأردن. ويشمل أواخر العصر الطباشيري إلى العصر الأيوسيني العمر الحجر الجيري نجس جنبا إلى جنب مع الطباشير تحمل الفحم والمارل. وقد تعرضت الصخور للتحول الحراري الناتج عن احتراق رواسب الفحم أو الهيدروكربون المحتوية أو الكامنة. تم تسمية التكوين للتعرض في حوض هاتروريم الذي يقع غرب البحر الميت.
التشكيل هو نوع المنطقة لخمسة معادن غير عادية ويلاحظ للعديد من المعادن الأخرى الأكثر شيوعا في كيمياء أسمنت بورتلاند.